# Bélyegblokk
A bélyegblokk (vagy egyszerűen blokk) olyan postai értékcikk, amely elsősorban bélyeggyűjtés céljára, nem postai szükségletből készül.

## Fogalma
- A blokk egy vagy több postabélyegből, esetleg szelvényből, valamint szélesebb, feliratot vagy díszítményt tartalmazó zárt szegélyből (ívszélből) áll. Külső széle mindig vágott; a bélyeg általában fogazott, de lehet vágott is. A bélyeget esetenként felár terheli.
- Az emlékív a blokkhoz hasonló, ám értékjelzést nem tartalmaz, bérmentesítésre nem alkalmas, így nem is tartozik a bélyeg fogalma alá. (A hasonlóság így is nagyfokú lehet: az 1975. évi „30 év bélyegeiből” blokk és a „25 éves a Magyar Filatélia Vállalat” emlékív csak a szegély színében különbözött, illetve az értékjelzést tartalmazó szelvény helyett az emlékív más szövegű volt; mindkettőt Cziglényi Ádám tervezte.)
- Esetenként két blokkot is megjelentetnek azonos alkalomból. (blokkpár)
- Gyakran valamilyen egyedi alkalom, évforduló alkalmából jelennek meg.

## Története
- 1923-ban, Luxemburgban adták ki az első, széles szegéllyel ellátott blokkot Erzsébet hercegnő születése alkalmából.
- A mai értelemben vett első blokkot Franciaországban adták ki 1925-ben, a nemzetközi bélyegkiállítás alkalmából. A látogatóknak a belépődíj részeként árusították a blokkot is.
- Magyarországon 1934. május 6-án jelent meg az első blokk a Levélbélyeggyűjtők Első Hazai Egyesülete fennállásának 50. évfordulójára, a II. Országos Bélyegkiállítás alkalmából. A „LEHE-blokk”-ot a kiállítási belépőjegy 70 filléres ára mellett, a bélyeg névértékéért, 20 fillérért árusították.
- A LEHE-blokk keretét Egry Sándor tervezte, a 20 fillér névértékű bélyeg (tervezője: Légrády Sándor) azonos volt az 1932. évi Arcképek (I.) sorozat Liszt Ferencet ábrázoló bélyegével. (A nem fogazott bélyeget tartalmazó változat ma ritkaság.)
- A blokkok felárral való árusítása közérdekű állami célokhoz is kapcsolódott. Magyarországon például az 1940. évi Árvíz blokk az árvízkárosultak megsegítését szolgálta.
- Anglia csak 1978-ban bocsátotta ki az első blokkot.

## Előnyei
- Bérmentesítésre is alkalmas, tehát értékcikk. Előfordul, hogy a blokkban levő bélyeget kiszedik, s csak azt használják fel a küldeményen.
- Elsősorban gyűjtői igényeket elégít ki; kivitele gyakran művészi és az ívszél az egy vagy több bélyeggel együtt esztétikus egységet képez.

## Bírálatok
Bár a blokkok kiadása ma is gyakran bélyegkiállításokhoz vagy más jeles alkalmakhoz kapcsolódik, ám az 1920-as évek végétől időnként szinte „őrületté” vált az újabb és újabb blokkok kibocsátása. A kritikus vélemények ezért a blokkok kiadása mögött elsősorban üzleti érdekeket látnak. Ezt a nézetet a gyakran alkalmazott felárak is alátámasztják, de a blokkpárokat is éri ilyen bírálat.